# Tom Tjaarda
Tom Tjaarda (egentligen Stevens Thompson Tjaarda van Starkenberg), född 23 juli 1934 i Detroit, död 2 juni 2017 i Turin, Italien, var en amerikansk bilformgivare med nederländska rötter. Tjaarda arbetade för flera stora karosserifirmor, såsom Ghia, Pininfarina och Italdesign. Av de bilmodeller Tjaarda ritat är kanske De Tomaso Pantera den mest kända, men han ligger även bakom utseendet hos Fiat 124 Spider och De Tomaso Deauville.
Hans far, John Tjaarda, var också bildesigner.